# Euchromia caelipunctata
Euchromia caelipunctata är en fjärilsart som beskrevs av Percy I. Lathy 1899. Euchromia caelipunctata ingår i släktet Euchromia och familjen björnspinnare. Inga underarter finns listade i Catalogue of Life.